# Убли (община Херцег Нови)
Убли (на сръбски: Убли) е село в Черна гора, разположено в община Херцег Нови. Населението му според преброяването през 2011 г. е 20 души, от тях: 12 (60,00 %) сърби, 8 (40,00 %) черногорци.

## Население
Численост на населението според преброяванията през годините:
- 1948 – 397 души
- 1953 – 375 души
- 1961 – 298 души
- 1971 – 221 души
- 1981 – 114 души
- 1991 – 67 души
- 2003 – 33 души
- 2011 – 20 души